# Повіт Камі-Міноті
Пові́т Ка́мі-Міно́ті (яп. 上水内郡, かみみのちぐん, МФА: [kamʲi mʲinot͡ɕi guɴ]) — повіт в префектурі Наґано, Японія.